# Blue Velvet (Film)
Blue Velvet (englisch für ‚Blauer Samt‘; Alternativtitel: Blue Velvet – Verbotene Blicke) ist ein US-amerikanischer surrealistischer Thriller aus dem Jahr 1986. Regie führte David Lynch, der auch das Drehbuch verfasste. Erzählt wird die Geschichte des Collegestudenten Jeffrey Beaumont, der unter die Oberfläche einer idyllischen US-amerikanischen Kleinstadt geführt und dort mit Gewalt, Korruption und sadomasochistischen Sexualpraktiken konfrontiert wird.
Der Film stieß nach seiner Veröffentlichung auf positive Resonanz, löste aber auch Kontroversen bis hin zu Demonstrationen aus. Heute hat der Film Kultstatus erreicht.

## Handlung
Weil sein Vater eine Wirbelkörperfraktur erlitten hat, lässt sich der junge Jeffrey Beaumont für einige Wochen vom College beurlauben und kehrt in seinen Heimatort zurück, die friedliche Kleinstadt Lumberton. Blumen blühen vor strahlend weißen Gartenzäunen, der Feuerwehrmann winkt fröhlich im Vorüberfahren.
Auf dem Rückweg vom Krankenhaus, wo Jeffrey seinen Vater besuchte, findet der Student auf einer Wiese ein abgeschnittenes menschliches Ohr. Er übergibt es bei der örtlichen Polizei an Detective John Williams. Dieser möchte ihm wegen der noch laufenden Ermittlungen nichts über den Stand der Erkenntnisse verraten und bittet ihn, über die Angelegenheit zu schweigen. Jeffrey beschließt daraufhin aus jugendlicher Neugier, dem Fall auf eigene Faust nachzugehen.
Sandy, die Tochter von John Williams, bringt ihn auf die Spur der Nachtclubsängerin Dorothy Vallens. Jeffrey verkleidet sich als Kammerjäger und verschafft sich auf diese Weise Zutritt zu deren Wohnung. Während Dorothy von einem Mann in einem gelben Sakko abgelenkt wird, stiehlt er ihren Wohnungsschlüssel.
Er dringt mit dem Schlüssel in ihre Wohnung ein und versteckt sich im Wandschrank, als Dorothy unerwartet zurückkehrt. Sie entdeckt ihn und will mit ihm schlafen, treibt ihn jedoch wieder zurück in den Wandschrank, als es an der Tür klopft. Im Schrank wird er Zeuge, wie Frank Booth an Dorothy ein sexualisiertes Ritual vollzieht, und erfährt, dass Frank Dorothys Ehemann und Kind entführt hat und gefangen hält. Das Ohr, das Jeffrey gefunden hat, stammt von Dorothys Mann.
Jeffrey beschließt, mehr über die Entführer von Dorothys Familie herauszufinden. Er beschattet Frank und dessen Handlanger und macht Fotos von ihnen. Auch der Mann mit dem gelben Sakko taucht wieder auf. In der Nähe geschieht ein Mord an einem Drogendealer, an dem Franks Komplizen schuld zu sein scheinen. Jeffrey geht zu Dorothy und schläft mit ihr. Es stellt sich heraus, dass sie masochistische Bedürfnisse hat. Als er zur Tür hinaustritt, trifft er auf Frank und seine Begleiter. Sie zwingen ihn und Dorothy, in ihr Auto zu steigen. Sie kommen an einem Etablissement vorbei, wo im Nebenraum Dorothy offenbar ihren entführten Sohn kurz besucht. Frank und seine ebenso unberechenbaren Kameraden schüchtern die beiden vollkommen ein. Am Ende der Fahrt schlägt Frank Jeffrey zusammen und lässt ihn irgendwo außerhalb von Lumberton liegen.
Als Jeffrey am folgenden Tag erwacht, geht er zu Sandys Vater, dem Polizisten, um ihm von seinen Erlebnissen zu berichten und ihm die Fotos von Frank und seinen Männern zu zeigen. Der Mann, der stets ein gelbes Jackett trägt, entpuppt sich als ein Kollege des Polizeiinspektors.
Später geht er mit Sandy zu einer Party, wo sie sich ihre Liebe gestehen. Nach der Party verfolgt Sandys ehemaliger Freund das Paar und hält sie bei Jeffreys Haus an. Als er Jeffrey zur Rede stellen will, sehen sie Dorothy nackt, verletzt und weinend im Garten vor dem Haus stehen. Jeffrey und Sandy fahren Dorothy zum Haus von Sandys Eltern und rufen dort den Krankenwagen.
Jeffrey begibt sich ein weiteres Mal in Dorothys Wohnung und findet dort den zu Tode gefolterten Ehemann von Dorothy und den schwer verletzten Polizisten im gelben Jackett vor. Als er gehen will, sieht er Frank kommen. Mit der Waffe des Polizisten versteckt er sich erneut im Wandschrank und erschießt Frank, als der ihn entdeckt. Danach kehrt wieder Ruhe in Jeffreys Leben ein. Er hat eine Beziehung mit Sandy, und Dorothy ist wieder mit ihrem Kind vereint.

## Entstehungsgeschichte
„Es begann mit dem Lied Blue Velvet von Bobby Vinton, das 1964 herauskam. Durch das Lied kam ich auf die Idee mit dem Geheimnis, das sich hinter der Fassade einer ruhigen Kleinstadt verbarg“, erinnert sich David Lynch, dem anschließend immer mehr Einfälle kamen, aus welchen sich ein Rahmen für eine Geschichte bildete. Vintons Popsong kletterte damals auf Platz eins der US-Charts und wurde sein international bekanntestes Stück.
Allerdings dauerte es eine gewisse Zeit, bis die Story tragfähig war, und Lynch schrieb über mehrere Jahre hinweg vier Drehbuchentwürfe. Noch vor den Arbeiten zu seinem Spielfilmerstling Eraserhead Anfang der siebziger Jahre gelang ihm schließlich eine – aus seiner Sicht – filmreife Version. Der junge Regisseur fand jedoch keinen Produzenten, der sich bereit zeigte, in diese abstruse Geschichte zu investieren.

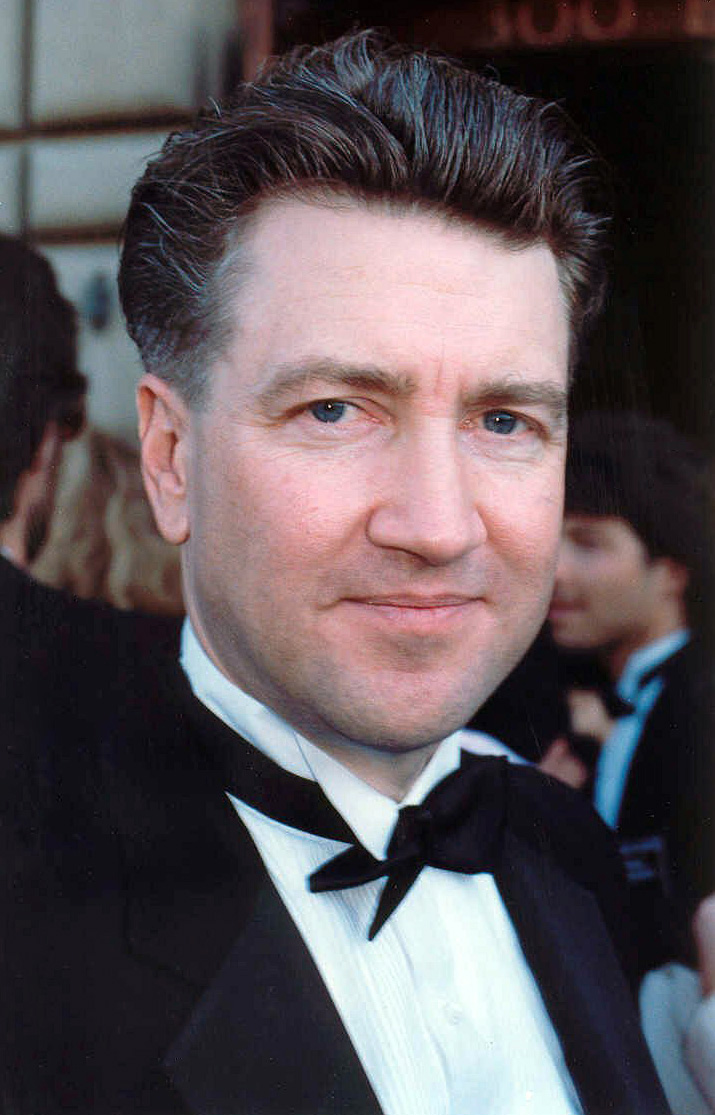
David Lynch, Autor und Regisseur (1990).

So lag das Projekt auf Eis. Lynch inszenierte zunächst Der Elefantenmensch und den Science-Fiction-Film Der Wüstenplanet, der von dem weitgehend unabhängigen Produzenten Dino De Laurentiis finanziert wurde. De Laurentiis hatte sich mit Lynch während der gemeinsamen Arbeit gut verstanden und ermöglichte ihm schließlich die Realisierung von Blue Velvet, nicht zuletzt, weil er in der Story die Gelegenheit witterte, an den Publikumserfolg ebenso existentiell tiefsinniger Filme wie The Outsider (1983) oder Rumble Fish  (1983) von Francis Ford Coppola anzuknüpfen.
Die Dreharbeiten sollten im Januar 1985 beginnen. Doch bald merkte man, dass nicht genug Geld vorhanden war, weshalb de Laurentiis Lynch vorschlug, sein Gehalt und das Budget zu kürzen. Im Gegenzug überließ er ihm die künstlerische Kontrolle. Lynch akzeptierte und bekam so die ihm wichtige künstlerische Freiheit, das Recht auf den Endschnitt und die Zusage, dass sich die Produzenten nicht mehr einmischen würden.
Bei der Besetzung der Charaktere hatte Lynch drei bestimmte Schauspieler im Kopf: Helen Mirren oder Hanna Schygulla als Dorothy Vallens und Val Kilmer als Jeffrey Beaumont. Als Schygulla nach der Lektüre des Skripts jedoch ablehnte und Lynch auf einem Empfang in New York die Bekanntschaft mit Isabella Rossellini machte, bat er sie, die Rolle anzunehmen. Sie las das Drehbuch in einer Nacht durch und teilte ihm sogleich mit, dass sie die Rolle gerne übernehmen werde. So war Helen Mirren aus dem Spiel. Kilmer lehnte ähnlich wie Schygulla das Drehbuch wegen „pornographischer Szenen“ ab.
Lynch entschied sich am Ende für Kyle MacLachlan, mit dem er bereits in Dune – Der Wüstenplanet gearbeitet hatte. Lynch im Nachhinein: „Ich finde ihn perfekt für die Jeffrey-Rolle, weil er etwas Unschuldiges an sich hat. Er ist außerdem neugierig.“
Die Dreharbeiten begannen am 10. Februar 1986 und dauerten bis zum 22. April 1986. Gedreht wurde in dem Studiokomplex von Dino de Laurentiis’ Produktionsfirma in Wilmington, North Carolina. „Es existierte maximal ein Tonfilmstudio, und er [de Laurentiis] ließ in Windeseile neue bauen“, erinnert sich Lynch in einem Interview. „Ein Betonfundament, vier Wände hochgezogen und ’n Deckel drauf. (…) Als Tonfilmstudios konnte man sie wirklich nicht bezeichnen. Doch wir bekamen eines, das für Blue Velvet gar nicht so schlecht war. Dinos Firma wollte an die Börse, wir waren die kleinste Produktion, daher brauchten sie uns keine Beachtung zu schenken. Wir fühlten uns völlig frei.“ Die Produktionskosten beliefen sich am Ende auf 6 Millionen US-Dollar.
Insgesamt wurden deutlich mehr Szenen gedreht, als schließlich in den fertigen Film aufgenommen wurden. 2011 wurde der größte Teil der Szenen, die nicht in der Postproduktion herausgeschnitten wurden, in einem Lager in Seattle entdeckt. 2014 wurden sie erstmals auf der Bluray-Ausgabe zum 25. Geburtstag des Films veröffentlicht. Die insgesamt 51 Minuten enthalten unter anderem Szenen von Jeffrey an der Universität und wie er auch dort voyeuristischen Handlungen nachgeht. Ein größerer Teil der aufgefundenen Szenen zeigt Jeffrey und Sandy innerhalb ihrer Familien, auch Sandys Freund Mike, der im fertigen Film nur kurz auftaucht, hat mehrere Szenen.

## Inszenierung

### Farben
David Lynch spielt in Blue Velvet sehr stark mit Farben, vor allem mit Blau, Rot und Weiß. Der dunkelblaue Samtvorhang am Anfang des Films gibt den Blick auf eine idyllische Kleinstadt frei, indem er einen strahlend blauen Himmel, einen allzu weißen Gartenzaun und prachtvolle rote Rosen zeigt. Diese drei Farben finden sich auch in der Fahne der Vereinigten Staaten von Amerika, und der Schluss liegt nahe: Diese Kleinstadt steht möglicherweise für viele amerikanische Kleinstädte bzw. das ganze Land.
Dieses Farbendreieck zieht sich durch den gesamten Film, wirkt und funktioniert aber am besten am Anfang und am Ende: „das Rot der Rosen vor dem Haus, des Blutes, der Lippen der Frau; das Blau des Himmels, des samtenen Vorhangs, der Nacht, der Augenlider von Dorothy; das Weiße des Gartenzauns, der Kleidung Sandys, des Lichts.“ Auch stehen Sandy und ihre hellen Farbvariationen für das Unschuldige, das Reine.
Ein weiterer Farbaspekt dieser Postkartenidylle ist die Tatsache, dass mit dem Gelb einiger Rosen eine Art Warnsignal entsteht. Wie eine Ampel, die den Weg für ein Hinabtauchen unter die Oberfläche dieser vermeintlichen Idylle freigibt: rot, gelb, grün.
Zu Beginn des Films ist Jeffreys Umgebung weitgehend „blaufrei“, so fährt er zum Beispiel ein rotes Auto mit weißen Sitzen, als er Sandy von der Schule abholt. Spätestens in dieser Szene wird klar, dass „in ihm das Blau noch fehlt, die Erfahrung der Nacht“. Dorothy aber ist von Anfang an mit Blau assoziiert, und wenn sie sich schließlich mit ihrem samtenen, blauen Morgenmantel Jeffrey nähert, hat die Konfrontation des Collegestudenten mit der „Unterwelt und Sexualität“ begonnen. Der Filmtitel Blue Velvet kann deshalb auch als Metapher verstanden werden: „Velvet ist ein Begriff für Geld und Reichtum; blue velvet meint das Geld, das in der Nacht gemacht wird, das Geld, das mit Leidenschaft und Sexualität verdient wird.“

### Symbolik
Neben den Farben lädt Lynch in Blue Velvet auch andere Dinge symbolisch auf.
Wenn am Ende der ersten Szene die Kamera hinabtaucht, in die Erde unter dem Rasen fährt und sich tummelnde Ungeheuer, die Käfer und Kriechtiere, filmt, dann wird dem Zuschauer klar, dass dies das Zeichen für Jeffreys kommende „Höllenfahrt“ ist. Kleine, schmierige Insekten als Symbol der kommenden Unterwelt für Frank und Dorothy. Das Insektenmotiv wird weiterhin im Laufe des Films verwendet. Franks Kopf mit der Inhalationsmaske sieht aus wie ein Insektenkopf, das Ohr, das Jeffrey findet, ist mit Insekten übersät, und in der letzten Szene des Films hat eine Wanderdrossel ein Insekt im Schnabel. Die Wanderdrossel selbst symbolisiert damit den Triumph der Liebe über das Böse, über die Unterwelt.
Auch das von Jeffrey gefundene abgetrennte Ohr ist symbolisch aufgeladen. Es steht für den beginnenden Horror für Jeffrey; es weist ihm den Weg in die Unterwelt (was durch eine Kamerafahrt in das Ohr hinein noch verdeutlicht wird), andererseits ist dieses abgeschnittene Ohr „das plastische Symbol der absoluten Ausgeliefertheit […] in der sich Dorothys Mann befindet“. „Durch die Entführung schrumpft seine Ich-Grenze auf die Außenseite seines Körpers, alles andere ist ihm, wie jedem Entführungsopfer, genommen. Seine  Welt wird vollständig von Frank Booth übernommen, er unterliegt völlig seinem Einfluss.“
Und spätestens dann, wenn am Ende des Films die Kamera aus Jeffreys Ohr herausfährt, weiß der Zuschauer, dass die Höllenfahrt vorbei ist.

### Soundtrack
Auffällig ist vor allem das mehrmalige Vorkommen älterer Popsongs im Film. Das Lied Blue Velvet war nicht nur titelgebend, sondern kommt sowohl in der 1963er-Version von Bobby Vinton (im Original von Tony Bennett) als auch in einer von Isabella Rossellini gesungenen Neufassung im Film vor. Obwohl ein Liebeslied, symbolisiert das Blaue aber auch nach Lynchs Farbsymbolik die Gefahr, die in der Unterwelt dieser Kleinstadt schlummert. Nicht umsonst singt Dorothy Blue Velvet im Nachtclub und trägt bei ihren sexuellen Demütigungen durch Frank ein blaues Nachtgewand, aus welchem Frank später Stücke herausreißt und sie sich mitnimmt. Neben Blue Velvet nimmt auch der Song In Dreams („Candy Coloured Clown“, 1964) von Roy Orbison eine wichtige Stellung ein: Es ist das Lieblingslied von Frank Booth und wird als Lippen-Synchronisation durch den effeminierten Drogendealer Ben vorgetragen. Später wird Jeffrey von Frank zu den Klängen von In Dreams zusammengeschlagen – Frank erscheint dabei wie ein bösartiger Albtraum der Nacht, wie ein böser Sandmann. Frank verspricht Jeffrey auch, ihm einen „Liebesbrief“ zu schicken, wenn er sich nicht von Dorothy fernhält – mit Liebesbriefen meint Frank, dass er Jeffrey umbringen würde. Als Jeffrey später in das Appartement kommt, in welchem Dorothys getöteter Ehemann, offenbar von Frank umgebracht, liegt, erklingt dazu passenderweise das Lied Love Letters von Ketty Lester. Mit diesem Mord hat Frank also einen „Liebesbrief“ abgeschickt.
Blue Velvet, Love Letters und In Dreams sind allesamt ältere Popsongs und kommen aus den 1950er- und frühen 1960er-Jahren. Sie passen damit in das scheinbar harmlose Lumberton, in welchem – obwohl der Film in der damaligen Gegenwart, den 1980ern, spielt – die Zeit offenbar etwas stehen geblieben ist. Es sind eigentlich positive und romantische Liebeslieder, die aber durch Frank ins Böse umgedreht und pervertiert werden.
Für die Filmmusik in Blue Velvet zeigte sich Komponist Angelo Badalamenti verantwortlich, der im Film auch einen Cameo-Auftritt als Pianist im Nachtclub hat. David Lynch verlangte von Badalamenti, die Musik solle sein „wie Schostakowitsch, sehr russisch, machen Sie es äußerst schön, aber auch düster und ein bisschen gruselig.“ Als Lied für die Liebesbeziehung zwischen Sandy und Jeffrey schrieben Lynch und Badalamenti gemeinsam den Song Mysteries of Love.

## Themen und Motive

### Gewalt/Sadismus
In Blue Velvet wird die Gefährdung der Idylle, der Normalität (des Systems) durch eine einzelne Figur thematisiert. Es ist der Psychopath Frank Booth, der dieses System und insbesondere das Teilsystem Familie bedroht. Er ist der Gegenentwurf des friedlichen, bürgerlichen, familienorientierten Systems; er ist gewalttätig und sadistisch. „Die Gefährdung des Systems durch ihn ist besonders dadurch gravierend, dass er virusartig auch seine Opfer in das Spiel der Gewalt und die Lust daran verstrickt.“ So sind Jeffrey, der Held, und Dorothy zunächst unfreiwillige Opfer dieser lustvollen Gewalt, werden schließlich aber davon selbst befallen. Erst durch den Tod Franks ist ein störungsfreies System wiederhergestellt – ob es hält, ist eine andere Frage. Trotz der Möglichkeit, dass die überzeichnete Darstellung des wieder geheilten Systems nur Schein sein könnte, hält der Film daran fest, „dass eine Systemstabilisierung durch die Eliminierung eines gefährlichen Einzelnen erfolgt.“
Als Jeffrey sich im Schrank versteckt und Frank bei seinem sexuellen Gewaltakt mit Dorothy beobachtet, ist das purer Voyeurismus. Durch diese voyeuristische Perspektive des Collegestudenten wird seinerseits dem Zuschauer dessen eigene Position als Voyeur deutlich gemacht.
Grimm meint außerdem: „Ein konventionelles und direktes Konsumieren dieser Gewaltszene wird dadurch verhindert. Schließlich dient als Beispiel für eine stilisierte Gewaltdarstellung die Szene in Blue Velvet, bei der Jeffrey in Dorothys Wohnung den angeschossenen Gordon bzw. Mann in Gelb mit dem ermordeten Don Vallens antrifft. Durch das Figurenarrangement sowie die groteske Haltung von Gordon wirkt die Gewaltszene, spätestens als eine entspannende extradiegetische Musik einsetzt, stilisiert und damit ‚entschärft‘.“

### Ödipale Konstellationen
Der Film stellt durch eine sehr komplexe Beziehung der verschiedenen Charaktere mehrere ödipale Konstellationen dar.
Die diversen ödipalen Konstellationen kommen vor allem anhand der komplexen Sequenz in Dorothys Apartment zum Ausdruck, wenn Frank Dorothy vergewaltigt und Jeffrey ihm dabei zusieht. Jeffrey spielt die Rolle des abwesenden Sohnes für Dorothy, der mit der Mutter schläft und den Vater (Frank) am Ende erschießt. Des Weiteren kehrt Jeffrey nicht nur nach Lumberton zurück, um seinen Vater im Krankenhaus zu besuchen, sondern um sein Geschäft zu übernehmen, und so indirekt den Platz des Vaters einzunehmen. Frank selbst nimmt ebenfalls einen Platz ein, und zwar einerseits den von Dorothys Ehemann Don, indem er ihn durch das Ohrabschneiden ‚kastriert‘, andererseits sieht er sich auch als Dorothys Sohn („Baby wants to fuck“). Er ist also Vater und Sohn (Don und Donny) zugleich, was wohl auch die Tatsache derselben Vornamen erklärt. Außerdem sagt er an einer Stelle des Films zu Jeffrey: „Wir sind beide gleich“.
Als Mike, Sandys Ex-Freund, auf Jeffrey losgehen will, taucht plötzlich die nackte, offensichtlich vergewaltigte Dorothy auf. Mikes erste Reaktion: „Wer ist das denn, deine Mutter?“ Wieder eine Szene, die auf diese Ödipus-Konstellation hinweist.

### Traummotive
Das Setting von Lynchs Film weist auffällige Kontraste auf, die im Laufe des Films so entwickelt werden, dass eine strukturelle Ähnlichkeit zu Traumlandschaften naheliegt.
Nach einer entsprechenden Deutung sei Lumberton ein ‚instabiler‘ Ort, der Elemente aus der Kleinstadt mit solchen aus der Großstadt kontrastiert. Im Laufe des Films dehne sich der anfangs als Kleinstadt präsentierte Ort aus. So passe das Mietshaus von Dorothy als Wohnblock mit wenigstens sieben Stockwerken, die große Polizeistation sowie das weitläufige Industrie- und Fabrikgelände kaum zu dem anfangs gezeigten Kleinstadtmilieu. Auch scheint niemand in Lumberton Jeffrey und seinen Vater zu kennen, obwohl dieser einen gutgehenden Handel betreibt. Jeffrey und Sandy lernen sich nur aufgrund der Umstände kennen, obwohl sie Nachbarn sind. Der Germanist und Filmwissenschaftler Maurice Lahde schließt daraus: „In der vermeintlichen Kleinstadt herrscht großstädtische Anonymität, ihre Einwohner kennen sich nicht und interessieren sich nicht füreinander.“
Die Schauplätze von Blue Velvet seien keine ‚wirklichen‘ Orte, die dem Zuschauer filmisch vorgestellt werden, „sondern Orte, die gleichsam mit der ersten Einstellung ‚erzeugt‘ werden und sich von Bild zu Bild weiterentwickeln.“ Diese Landschaften sind anschließend mit sehr merkwürdigen, bizarren und auch deformierten Charakteren bevölkert, für die Lynch eine kurze Zeit Aufmerksamkeit zeigt, bevor er sie dann wieder fallen und letztendlich verschwinden lässt. Dieses Element findet sich in jedem Lynch-Film wieder. In Blue Velvet ist Deputy Gordon so eine Figur. Er steht mit einer tödlichen Kopfverletzung noch aufrecht und wirkt so äußerst grotesk. Auch der blinde Mann, der bei Jeffreys erstem Nachtspaziergang in Blue Velvet stocksteif unter einem Baum steht, ist als völlig bewegungsunfähig dargestellt und erzielt damit denselben Effekt.
Lahde schreibt außerdem: „Betrachtet man den Mangel an erzählerischer Logik als wesentliches Merkmal von Träumen, ließen sich alle Filme von David Lynch als typische Traumerzählungen bezeichnen: Fast immer sind die Handlungen von logischen Brüchen und nicht plausiblen Einsprengseln durchsetzt.“ So entbehrt Blue Velvet vor allem in den letzten dreißig Minuten jeder erzählerischen Logik.

## Rezeption

### Veröffentlichung und Kritiken
Als Blue Velvet in den Vereinigten Staaten von Amerika am 19. September 1986 in den Kinos anlief, zeigten sich die US-amerikanischen Kritiker enthusiastisch. Dies spiegelt sich auch in den Auswertungen US-amerikanischer Aggregatoren wider. So erfasst Rotten Tomatoes fast ausschließlich positive Besprechungen und ordnet den Film dementsprechend als „Zertifiziert Frisch“ ein. Laut Metacritic fallen die Bewertungen im Mittel „Grundsätzlich Wohlwollend“ aus.
Janet Maslin von der New York Times, die den Film in die Liste der 10 besten Filme 1986 wählte, zeigte sich von Blue Velvet sehr angetan und lobte vor allem die schauspielerische Leistung von Dennis Hopper und Isabella Rossellini. Sie nannte den Film „einen augenblicklichen Kultklassiker“. Und Sheila Benson von der Los Angeles Times  meinte, der Film sei der brillanteste aufwühlende Film, der jemals in einer US-amerikanischen Kleinstadt gespielt habe. Außerdem schrieb sie, dass Blue Velvet „erschreckend und visionär“ sei.
In der Chicago Tribune vom 19. September 1986 war Gene Siskel der Ansicht, dass der Film ein starker, hypnotisierender Thriller sei, der es meisterhaft verstehe, den Zuschauer an die Kinoleinwand zu fesseln. Auch der Kritiker James Berardinelli lobte den Film als Lynchs bis dato bestes Werk. Roger Ebert war einer der wenigen Kritiker, der den Film negativ bewertete und sich von den Sex- und Gewaltszenen angewidert zeigte.
Trotz dieser überwiegend positiven Kritiken in den Vereinigten Staaten wurde der Film von diversen Seiten heftig kritisiert. So wurde Blue Velvet wegen der Szenen zwischen Dorothy und Frank etwa vorgeworfen, die Würde der Frau zu verletzen und ein „misogynes, nur die Polarität Heilige oder Hure kennendes Frauenbild zu zeichnen“. 

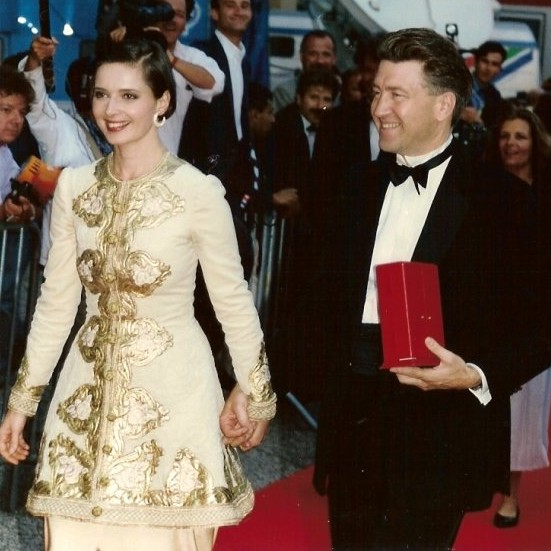
Isabella Rossellini und David Lynch auf den internationalen Filmfestspielen von Cannes 1990.

Die feministische Filmemacherin Lizzi Borden verteidigte Lynchs Film in einem Artikel der The Village Voice. Sie schrieb: „Für mich ist Blue Velvet einer der beeindruckendsten und intelligentesten Filme der letzten Jahre. […] Die grotesken Dinge in Blue Velvet […] werden eher auf klinische als auf blutspritzende Weise präsentiert. Das ist Dalí und Buñuel, nicht Cronenberg oder Peckinpah. Ich vermute, dass die Leute sich eigentlich über die sexuelle Gewalt aufregen – über die sadomasochistischen Praktiken, die der Film untersucht. Lynch gelingt es auf geniale Weise, uns den gefährlichen Thrill von verbotenem Sex erfahren zu lassen. Das Erstaunliche an der Szene, in der Jeffrey Dorothy schlägt, ist die Vielfalt an Emotionen, die dieser Moment in ihm – und in uns – auslöst.“
Das Filmfestival in Venedig unter der Leitung von Gianluigi Rondi verweigerte die Vorführung des Films, da dieser „das Ansehen des großen Roberto Rossellini beschmutze“. Die „Beschmutzerin“, seine Tochter Isabella Rossellini, warf sich jedoch nichts vor und verteidigte einmal mehr den Film. Auch während der Premiere in London kam es zu einer Kontroverse: Vor dem Kino fand eine Demonstration gegen den Film und dessen Darstellung der Frau statt.
Lynch in einem Interview, wie er denn zu der Kritik am Inhalt des Films stehe: „So was ist schädlich. Machen wir uns nichts vor. Wenn man den Verfasser eines dieser Artikel kennenlernt, merkt man, wo der Hund begraben liegt. Man erkennt, wie er denkt und was das für ein Mensch ist. Dann weiß man, woher das Urteil kommt, und es belastet einen nicht mehr so sehr. Nicht, dass man diese Leute nicht respektiert, aber man begreift, dass ihnen ein solcher Film nicht gefallen kann. Aber man trifft nicht alle und reimt sich was zusammen. Wo ist nur die konstruktive Kritik geblieben? Heutzutage gibt es nur noch Verrisse oder Lobeshymnen, und schon ist man beim nächsten.“
In der Bundesrepublik Deutschland lief der Film am 12. Februar 1987 an. Die Kritiker waren – ähnlich wie in den Vereinigten Staaten – begeistert. Franz Everschor vom film-dienst kam zu folgendem Ergebnis: „Ein doppelbödiger Film, der sich im krassen Eindringen in finstere menschliche Abgründe zugleich mit der Fragwürdigkeit traditioneller Weltbilder beschäftigt“. Dennis Hopper spiele den Psychopathen so schrecklich glaubhaft, dass man Angst vor ihm bekomme, meinte Stephen Locke von epd Film. Des Weiteren lobte er das „schonungslose Engagement“ der Darsteller und Lynchs persönliche Erzählweise. Auch Hellmuth Karasek vom Spiegel hob Isabella Rossellinis Darstellung Dorothys positiv hervor und verglich sie mit ihrer Mutter Ingrid Bergman. Claudius Seidl von der Süddeutschen Zeitung war der Ansicht, dass der Regisseur seine Symbole mit Bedeutung aufpumpe, bis sie platzen. „Die Splitter treffen direkt ins Auge des Zuschauers. Lynch bläst zum Sturm auf die gewohnten Kinozeichen und überrennt dabei all unsere Abwehrstellungen“, heißt es im Folgenden. Blue Velvet sei deshalb so verstörend, weil der Regisseur nicht als heimlicher Verbündeter, sondern als erklärter Gegner des Zuschauers fungiere. Seidl kam zu dem Schluss, dass „die Einsamkeit des Kinogängers“ das sei, was den Zuschauer so verstöre.
Die Zuschauermassen blieben zwar trotz positiver Kritiken sowohl in den Vereinigten Staaten als auch in Deutschland aus, Blue Velvet avancierte dennoch mit der Zeit zum Kultfilm. Fischer schreibt gar: „Der neue Kultfilm der achtziger Jahre war geboren.“
Blue Velvet hat weiterhin einen hohen Stand in der Filmkritik; 2012 wurde er von Sight and Sound in die Liste der 100 besten Filme des British Film Institute gewählt, wo er Platz 59 beim Ranking der Regisseure und Platz 69 in der Bewertung durch Filmkritiker belegte.
Außerdem ist Blue Velvet im Katalog der „1000 besten Filme“ auf der Website They Shoot Pictures, Don't They? verzeichnet, wo er im Jahr 2024 Platz 87 belegte, besser platziert ist dort, unter Lynchs Werken, nur Mulholland Drive – Straße der Finsternis (auf Platz 30).

### Interpretation
Wie viele Filme von David Lynch lässt auch Blue Velvet vollkommen verschiedene Interpretationen zu. Mehrere dieser verschiedenen Interpretationsansätze werden hier wiedergegeben.
So wurde der Film beispielsweise als ein Tagtraum Jeffreys gedeutet, dessen Vater zwischen Leben und Tod schwebt, oder als Traum des im Krankenhaus liegenden Vaters selbst. Die zweite Variante begründete Georg Seeßlen folgendermaßen: „[Der Vater], der in einer bizarren Rekonstruktion der ödipalen Struktur sein „Gespenst“ Frank auf seine nicht weniger gespensterhafte Frau, Dorothy hetzt, um den Sohn, der so bereitwillig seine Stelle im Garten und im Laden übernimmt, zu erschrecken oder gar um ihn zu verletzen.“
Auch in Erwägung gezogen wurde die Idee, dass das ganze Komplott nur eine Inszenierung der Polizei sei, da nur so ein Naiver wie Jeffrey eine Art von Aufklärungsarbeit leisten könne, zu der die Polizei in ihrer Vernetzung mit dem Bösen nicht fähig sei. „Man könnte in den letzten Szenen sogar auf den Gedanken kommen, die Polizei habe bewusst die Konfrontation von Jeffrey und Frank herbeigeführt (und sei es, indem man zur rechten Zeit nicht erreichbar ist), um Jeffrey zu zwingen, Frank zu erschießen, Frank, den symbolischen Präsidentenmörder, Frank, das Gespenst der fünfziger Jahre“.
Slavoj Žižeks Interpretation geht wiederum in eine ganz andere Richtung: „Er [Žižek] geht von der Depression der Frau aus, die vielleicht, ihren wirklichen Mann (oder gar ihr wirkliches Kind) verloren hat. Womöglich ist alles eine Inszenierung, um Dorothy vor dem Absinken in die vollkommene Depression zu bewahren.“
Seeßlen analysiert und interpretiert außerdem die Sequenz zwischen Dorothy und Frank in dem Apartment: „Erster Eindruck: Ein Mann findet Vergnügen in der Demütigung einer Frau und in einer rasenden Abfolge eigener Rollenwechsel zwischen Baby und Mann. Zweiter Eindruck: Vielleicht aber inszeniert dieser Mann dieses Spiel auch nur, weil die Frau es liebt, weil er sie gerade so und nur auf diese Weise glücklich machen kann. Dritter Eindruck: Möglicherweise inszenieren dieser Mann und diese Frau die Szene für den Jungen im Wandschrank; indem sie beobachtet werden, finden sie ihr gemeinsames Glück. Vierter Eindruck: Die Zuschauer, die alle drei Möglichkeiten durchgespielt haben, erkennen ihre eigene Involvierung in das gleichzeitige Spiel von Familien und Sexualität, von Gewalt und Blick.“
In Bezug auf die Ameisen, die sich über das von Jeffrey gefundene abgeschnittene Ohr auf der Wiese hermachen, zieht Regisseur David Lynch, sich stützend auf das Deutungsangebot einiger Filmkritiker, motivische Parallelen zu dem surrealistischen Film Ein andalusischer Hund des Filmemachers Luis Buñuel und des Malers Salvador Dalí aus dem Jahre 1929. Im Andalusischen Hund tauchen ebenfalls Ameisen auf, die eine menschliche Hand befallen. Für Lynch stellt das abgetrennte Ohr ein metaphorisches Eintrittstor in eine andere fremdartige Welt dar. Bezüglich der Nacktszenen im Film, die nach Aussage von Schauspielerin Isabella Rossellini bewusst nicht erotisch und betörend wirken sollen, vergleicht Darstellerin Rossellini die Filmaufnahmen ihrer Rolle Dorothy Vallens, wenn sie völlig nackt ist, in ihrer Rohheit und Brutalität mit den Gemälden des britischen Malers Francis Bacon, denn immerhin handele es sich bei Dorothy um eine vergewaltigte und gedemütigte Frau. Nacktheit als etwas Abstoßendes. Dabei denke Rossellini konkret an jene Bilder des Malers, in denen der Künstler Bacon geschlachtete zerteilte Kuhhälften darstelle, wie sein Gemälde mit dem Titel Figure with Meat von 1954. In seiner Kindheit sei David Lynch mal zusammen mit seinem Bruder auf der Straße zufällig einer nackten Frau begegnet, die mit einem Mal den Weg der Knaben gekreuzt habe, woraufhin Lynch und sein Bruder erschrocken zu weinen begonnen hätten. Dieses Erlebnis ließ Regisseur Lynch atmosphärisch in jene Szene einfließen, in der Dorothy in der Dunkelheit vollkommen nackt und verletzt vor dem weißen Haus von Jeffreys Familie steht. „Davids Geschichte erinnerte mich an das Foto von Nick Út von dem bei einem Napalm-Angriff in Vietnam verbrannten Mädchen: Sie läuft nackt die Straße runter, eine Geste der Hilflosigkeit. In diesem Moment ist Dorothy gebrochen. Sie ist ganz unten“, erklärte Schauspielerin Isabella Rossellini in dem Dokumentarfilm Mysteries of Love aus dem Jahre 2002, der sich im Bonusmaterial der DVD Blue Velvet befindet.

### Auszeichnungen
Blue Velvet wurde insgesamt mit 22 Filmpreisen ausgezeichnet wie beispielsweise dem Los Angeles Film Critics Association Award oder den National Society of Film Critics Award und für 12 weitere nominiert, so unter anderem David Lynch für den Oscar als bester Regisseur.
Die folgende Liste gibt einen Überblick über die verschiedenen Auszeichnungen und Nominierungen.
- Oscarverleihung 1987
  - Nominiert in der Kategorie:
    - Beste Regie – David Lynch
- National Society of Film Critics Awards 1987
  - Beste Regie – David Lynch
  - Bester Kameramann – Frederick Elmes
  - Bester Darsteller – Dennis Hopper
  - Bester Film
- Boston Society of Film Critics Award 1987
  - Beste Regie – David Lynch
  - Bester Kameramann – Frederick Elmes
  - Bester Darsteller – Dennis Hopper
  - Bester Film
- Avoriaz Fantastic Film Festival 1987
  - Großer Preis – David Lynch
- Independent Spirit Awards 1987
  - Beste Darstellerin – Isabella Rossellini
  - Nominiert in den Kategorien:
    - Bester Kameramann – Frederick Elmes
    - Bester Regisseur – David Lynch
    - Beste Darstellerin – Laura Dern
    - Bester Darsteller – Dennis Hopper
    - Bestes Drehbuch – David Lynch
- New York Film Critics Circle Awards 1986
  - 2. Platz: Bester Kameramann – Frederick Elmes
  - 3. Platz: Beste Regie – David Lynch
  - 3. Platz: Bester Film
- Golden Globe 1987
  - Nominiert in den Kategorien:
    - Bester Nebendarsteller – Dennis Hopper
    - Bestes Drehbuch – David Lynch
- Joseph-Plateau-Preis 1987
  - Bester ausländischer Film
- Los Angeles Film Critics Association Awards 1987
  - Bester Regisseur – David Lynch
  - Beste Nebendarsteller – Dennis Hopper
  - 2. Platz: Bestes Drehbuch – David Lynch
  - 2. Platz: Bester Film
- Montréal World Film Festival 1986
  - Bester Darsteller – Dennis Hopper
- Sitges Festival Internacional de Cinema de Catalunya
  - Bester Kameramann – Frederick Elmes
  - Bester Film
- Writers Guild of America Award 2000
  - Nominiert in der Kategorie:
    - Bestes Drehbuch – David Lynch
- Casting Society of America 1987
  - Nominiert in der Kategorie:
    - Bestes Casting – Johanna Ray und Pat Golden
- Fotogramas de Plata 1987
  - Bester ausländischer Film  – David Lynch

## Deutsche Fassung
Die deutsche Synchronfassung wurde von der Interopa Film Berlin aufgenommen. Für das Dialogbuch und die Dialogregie zeichnete Mina Kindl verantwortlich.
| Figur                      | Darsteller          | Deutscher Sprecher    |
| -------------------------- | ------------------- | --------------------- |
| Jeffrey Beaumont           | Kyle MacLachlan     | Pierre Peters-Arnolds |
| Sandy Williams             | Laura Dern          | Evelyn Maron          |
| Dorothy Vallens            | Isabella Rossellini | Susanna Bonasewicz    |
| Frank Booth                | Dennis Hopper       | Joachim Kerzel        |
| Mrs. Williams              | Hope Lange          | Bettina Schön         |
| Detective John Williams    | George Dickerson    | Hans-Werner Bussinger |
| Ben                        | Dean Stockwell      | Peter Fitz            |
| Mrs. Beaumont              | Priscilla Pointer   | Christel Merian       |
| Tante Barbara              | Frances Bay         | Tilly Lauenstein      |
| Mike, Sandys Freund        | Ken Stovitz         | Nicolas Böll          |
| Paul, Franks Handlanger    | Jack Nance          | Hans Nitschke         |
| Raymond, Franks Handlanger | Brad Dourif         | Michael Christian     |
| Leichenbeschauer           | Peter Carew         | Karl-Ulrich Meves     |
| Ansager im Nachtclub       | Jean Pierre Viale   | Ivar Combrinck        |

### Sekundärliteratur
- Michael Atkinson: Blue Velvet, British Film Institute, London 1997, ISBN 0-85170-559-6.
- Youri Deschamps: Blue Velvet. David Lynch. Éditions du Cèfal, Lüttich 2004, ISBN 2-87130-123-9.
- Georg Seeßlen: David Lynch und seine Filme. Schüren, Marburg 2003, ISBN 3-89472-345-9.
- Chris Rodley (Hrsg.): Lynch über Lynch. Verlag der Autoren, Frankfurt am Main 1998, ISBN 3-88661-200-7.
- Eckhard Pabst (Hrsg.): A Strange World – Das Universum des David Lynch. Ludwig, Kiel 1998, ISBN 3-9805480-6-6.
- Robert Fischer: David Lynch – Die dunkle Seite der Seele. Heyne, München 1997, ISBN 978-3-453-05240-6.
- Hans-Joachim Neumann: Blue Velvet. In: Enzyklopädie des phantastischen Films. Band 1: Filme A-B. Corian, Meitingen 1986–2010, ISBN 978-3-89048-400-6, Seite 1–10.
- Helen Donlon: David Lynch. Schwarzkopf & Schwarzkopf, Berlin 2008, ISBN 978-3-89602-801-3.

### Kritiken
- Franz Everschor: Blue Velvet. In: film-dienst 4/1987. Seite 89
- Stephen Locke: Blue Velvet. In: epd Film 2/1987. Seite 30
- Claudius Seidl: Die Einsamkeit des Kinogängers – Blue Velvet, ein Gruselfilm von David Lynch. In: Süddeutsche Zeitung vom 13. Februar 1987. Seite 35
- Hellmuth Karasek: Nachtfahrt durch den amerikanischen Tagtraum. In: Der Spiegel. Nr. 7, 1987, S. 176–177 (online).